# Curran Walters
Curran Walters (16 gennaio 1998) è un attore e modello statunitense.
È noto soprattutto per aver interpretato Jason Todd nella serie televisiva della DC Comics Titans (2018-2023).

## Biografia
Walters è nato il 16 gennaio 1998 a Oak Park, in California, e ha frequentato la Oak Park High School. Ha una sorella minore, Harlowe Walters.
Ha iniziato la sua carriera facendo il modello per marchi di moda tra cui Tillys e Lee.Mentre, la sua carriera di attore è iniziata in spot pubblicitari per Samsung Galaxy e per il videogioco sportivo NBA 2K15 . Invece, il suo primo debutto è nel film commedia per la televisione Growing Up and Down nel 2014.
Curran ha ottenuto successivamente più ruoli, incluso il suo ruolo come il personaggio di "Young Jackson" nella serie Game of Silence nel 2016. È apparso anche nel primo e nel secondo episodio in due parti (8 e 9) di "Riley e la natura" nel 2016 durante la terza stagione di Girl Meets World come Evan. Altri ruoli includono Too Close to Home nel 2016, Alexa & Katie nel 2018 e la sitcom del 2016 Speechless .
La sua seconda apparizione nel mondo del cinema è stata nella commedia drammatica Le donne della mia vita nel 2016, con Annette Bening, Elle Fanning e Greta Gerwig.
Walters ha fatto la sua terza apparizione cinematografica nel film di fantascienza Playing Dead nel 2018
Il vero e proprio debutto per Walters è stato nel ruolo di Jason Todd, il secondo Robin, nel quinto episodio di Titans e ha avuto un ruolo ricorrente nella serie per tutto il resto della prima stagione.
Per la seconda stagione nel 2019, è tornato come personaggio regolare.
La sua è la prima rappresentazione live action del personaggio di Jason Todd.
Ha ottenuto il ruolo dopo un solo provino, dopo che le audizioni sono state annullate.
Successivamente è apparso come personaggio nell'evento crossover dell'Arrowverse della CW Crisi sulle Terre Infinite, accanto al personaggio di Hawk interpretato da Alan Ritchson, tramite filmati d'archivio della prima stagione di Titans. Walters è tornato per la terza stagione di Titans, dove il suo personaggio ha assunto il ruolo di Red Hood. Ha ripreso il suo ruolo per un episodio della quarta e ultima stagione di Titans, sebbene fosse ancora classificato come membro principale del cast.
È apparso nel film horror del 2019 Do Not Reply .

## Filmografia

### Film
- Le donne della mia vita (2016) nel ruolo di Matt
- Do Not Reply (2019) nel ruolo di Dylan

### Televisione
- Growing Up and Down (2014) nel ruolo di Chad
- New Girl  (2015) nel ruolo del giovane Jake Apex  apparso nell'episodio: "Oregon" in Italia l'episodio è stato trasmesso con il nome: "Il matrimonio di papà!".
- Game of Silence (2016) nel ruolo del giovane Jackson Brooks, Ruolo ricorrente; 5 episodi
- Girl Meets World (2016-2017) nel ruolo di Evan, 2 episodi
- Too Close to Home (2016-2017) nel ruolo di Mac (Ruolo principale)
- Speechless (2018) nel ruolo di Xander, apparso nell'episodio: "NE-- NEW Y-- YEAR'S E-- EVE"
- Alexa & Katie (2018) nel ruolo di Gabriel nell'episodio: "Luau invernale"
- Best.Worst.Weekend.Ever. (2018) nel ruolo di Patches, 2 episodi
- Playing Dead (2018) nel ruolo di Lucas
- Titans (2018-2023) nel ruolo di Jason Todd / Robin / Red Hood | 25 episodi, ricorrenti: stagione 1, principale (stagione 2 – 4 )
- Fam (2019) nel ruolo di Kyle nell'episodio: "Pausa di gravidanza"